# 난수 발생기

주사위는 기계식 하드웨어 난수 발생기의 한 예이다.

난수 발생기(亂數發生機, 영어: random number generator, RNG) 또는 난수 생성기(亂數生成機)는 무작위성 기회보다 이론적으로 예측을 더 할 수 없도록 일련의 숫자나 심볼을 생성하는 장치이다. 난수발생기는 진정한 난수를 생성하는 진정한 하드웨어 난수발생기(HRNG) 또는 무작위의 숫자를 생성하지만 실제로 결정적이면서 PRNG의 상태를 모르는 경우 재현이 가능한 유사난수 발생기(PRNG)일 수 있다.

## 같이 보기
- 확률적 알고리즘
- 확률 변수
- 무작위성